# Zákon mafie
Zákon mafie (v anglickém originále Mob Rules) je patnáctá epizoda z první řady seriálu Dr. House.

## Děj
House léčí pacienta, Joey Smitha, který musí do ochrany svědků, aby mohl svědčit proti mafiánům. Při sledování basketballu zkolabuje a upadne do kómatu. Pacientův bratr, který je shodou okolností právník v bratrově kauze chce, aby bratra netestovali a přemlouvá a přesvědčuje House, aby zpozdil diagnostikování, léčení a následné propuštění. Pacient se však nenadále probere z kómatu a nejeví žádné symptomy onemocnění. House jej však nechce propustit ani přes opačné stanovisko týmu. Vogler, který je anonymně informován, nechá pacienta z nemocnice propustit. Za dvě hodiny se však vrací v sanitce poté, co znovu zkolaboval a upadl do kómatu. Chase se domnívá, že kóma bylo způsobeno hepatitidou C, kterou mohlo způsobit používání drog nebo homosexualita, ale pacientův bratr za toto vyjádření Chase udeří. Poté, co si pacientův bratr promluví s Housem, je vedena oficiálně léčba tak, aby nepotvrzovala Chasovu verzi. Provedená biopsie vyvrátí hepatitidu a House napadne otrava jedem. House v garážích místo svého auta objeví červenou Korvetu, která je darem od mafie. Pacient má vysokou hladinu estrogenů, což je nový symptom, který do ničeho nezapadá. Jeho játra kolabují a Housův tým netuší, co je příčinou. Použijí tak prasečí játra k pročištění jeho krve. House napadne, že otrava může být způsobena z čínských bylin, které mají pomoci v odvykání od kouření. Probudí se z kómatu, ale po chvíli do něj znovu upadne. House zjišťuje, že měl před oběma kómaty steak. Kóma tak mohlo způsobit velké množství bílkovin. Zvýšené množství estrogenu se však stále nevysvětlilo. Později House zjistí, že estrogen v jeho těle je způsoben bylinným doplňkem, který se používá jako afrodisiakum používané homosexuály. Ukazuje se, že do ochrany svědků chce pacient právě z důvodu své homosexuality, protože chce začít nový život. Jeho bratr je tím otřesen, ale nakonec mu odpustí.
Vogler vyvíjí nátlak na Cuddyovou, aby ospravedlnila, proč House stále zaměstnává. Nakonec ho zachrání. Ke konci epizody se House svěří Wilsonovi, že pod nátlakem Voglera musí vyhodit jednoho člena týmu.

## Diagnózy
- špatné diagnózy: Hepatitida C, otrava bylinou HU
- správná diagnóza: deficience[kdo?] ornithin-transkarbamylázy (OTD) a nežádoucí účinky estrogenu (z čínského afrodiziaka pro homosexuály)